# Galería Robert Guttmann
La Galería Robert Guttmann es un espacio de exhibición en el Museo Judío de Praga en la capital de la república checa.
La galería se encuentra en el edificio de un antiguo hospital judío, adyacente a la Sinagoga Española de Praga y diseñado por el arquitecto Karel Pecánek en 1935. El nombre de la galería se atribuye al artista naíf judío Robert Guttmann, cuyas obras constituyeron la primera exhibición de la galería el día de su inauguración.
Los visitantes de la galería pueden familiarizarse con aspectos de la historia y cultura de los judíos de las regiones de Bohemia y Moravia a través de exhibiciones que se van alterando. La galería favorece a través del juste de la temperatura y condiciones de luz favorables la exhibición de algunos de los objetos más sensibles, reunidos de otros módulos del Museo Judío.